# تاناهات
تاناهات (به ارمنی: Թանահատ) یک سکونتگاه مسکونی در ارمنستان است که در استان سیونیک واقع شده‌است.  در  کیلومتری جنوب کاپان، مرکز استان سیونیک واقع شده است.

## خصوصیات
تاناهات ۱۱٫۵۶ کیلومترمربع مساحت و ۷ نفر جمعیت دارد و در ارتفاع  متر بالاتر از سطح دریا قرار گرفته است.

## نگارخانه

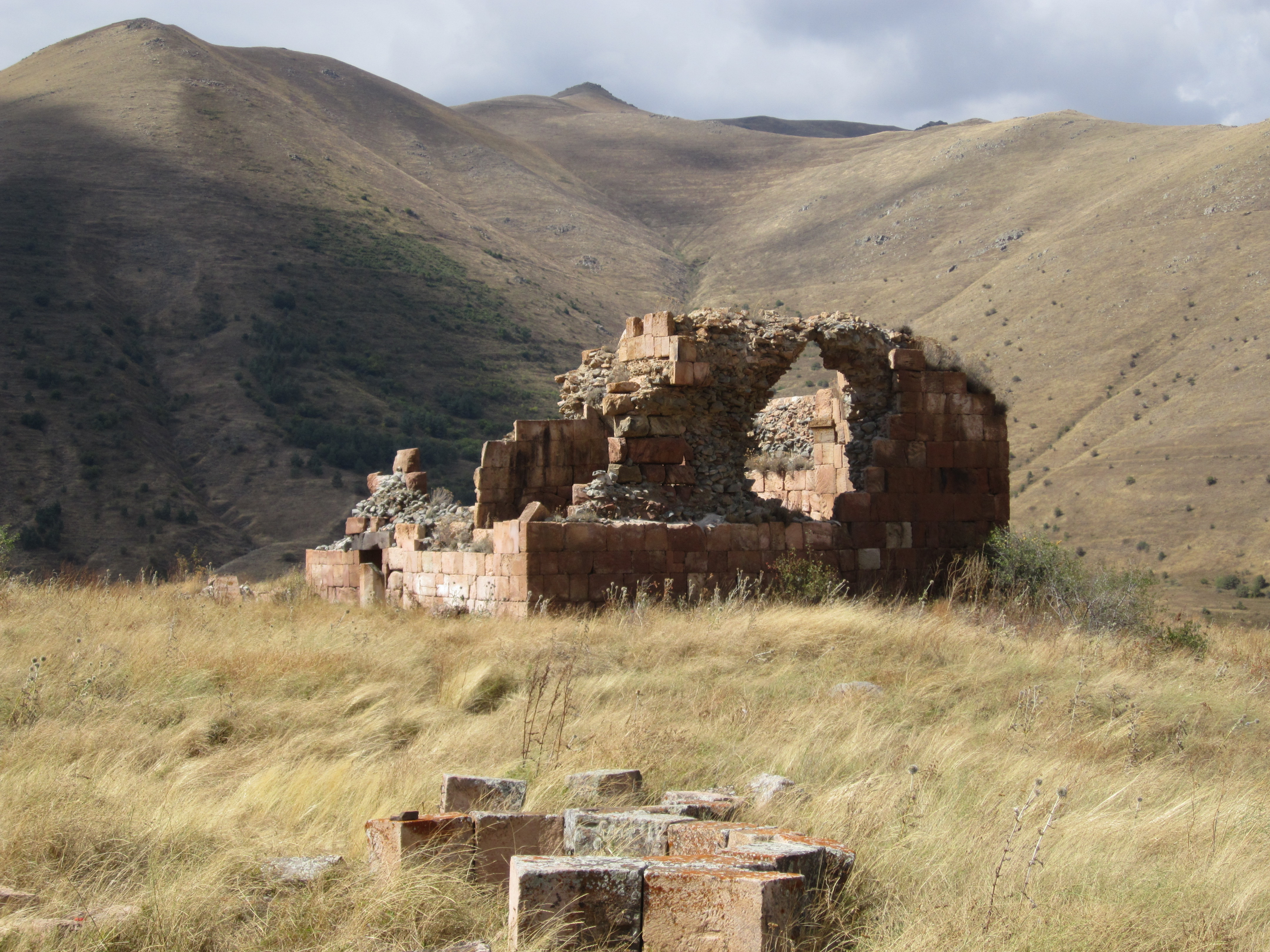
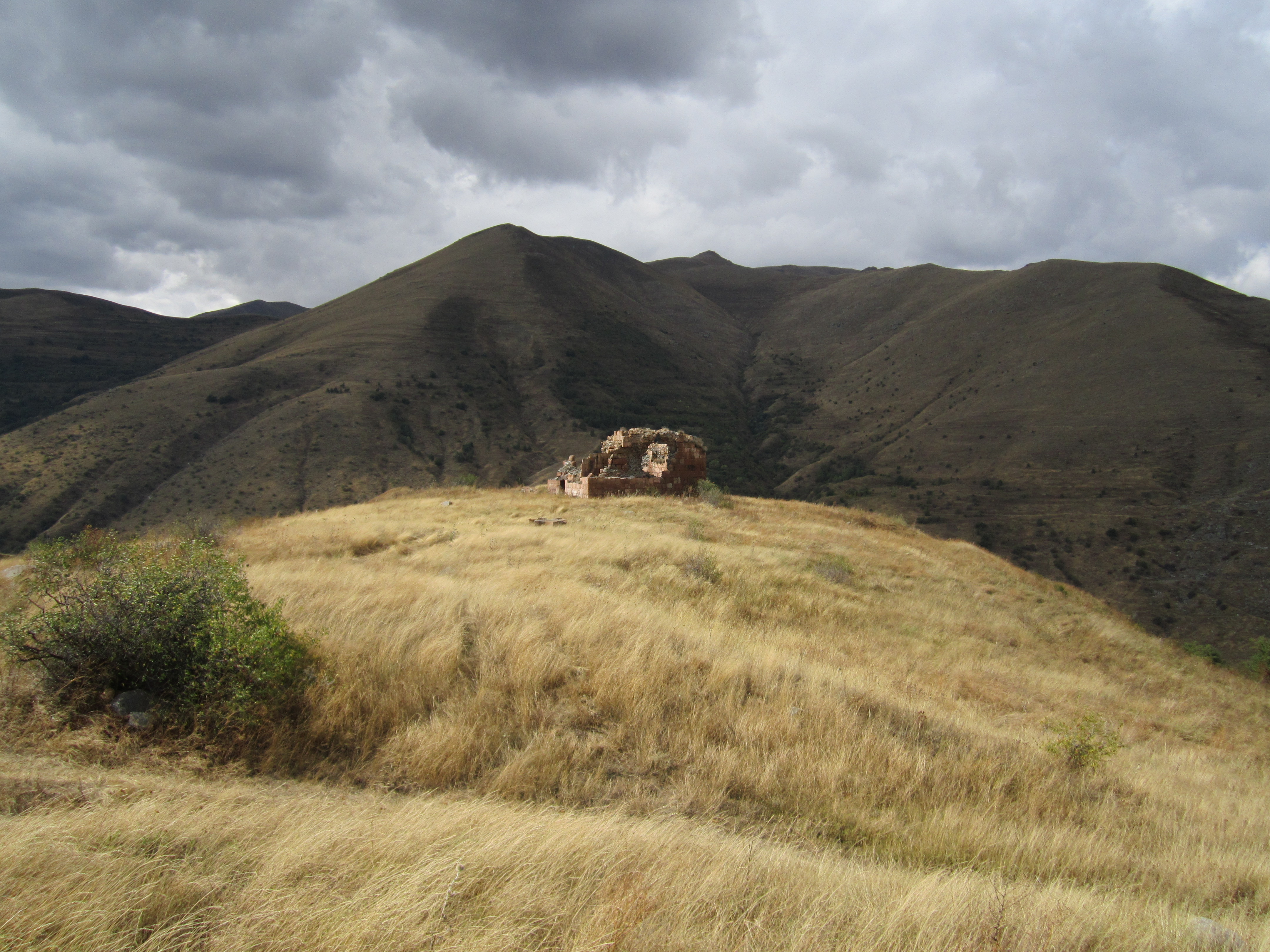
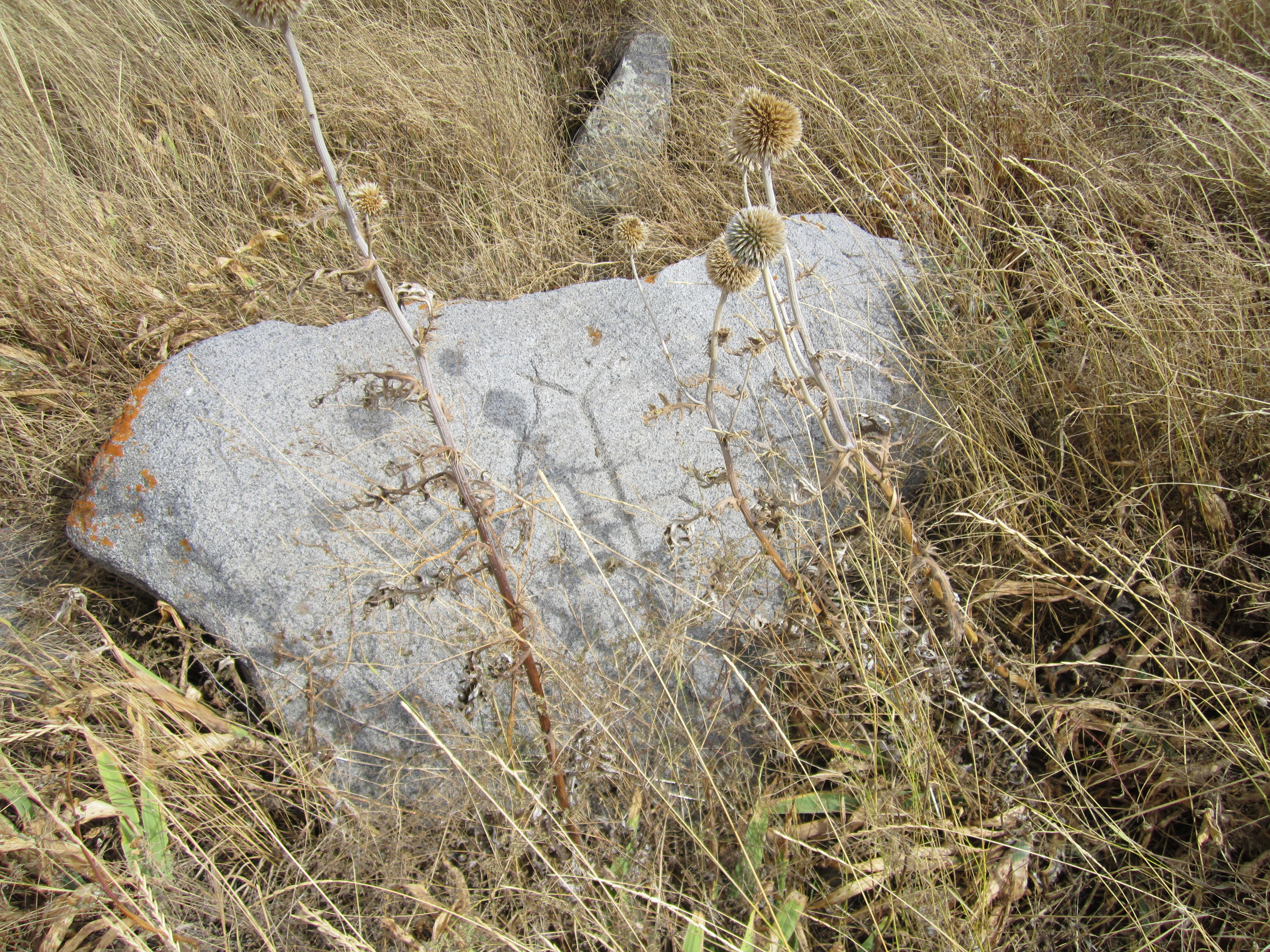
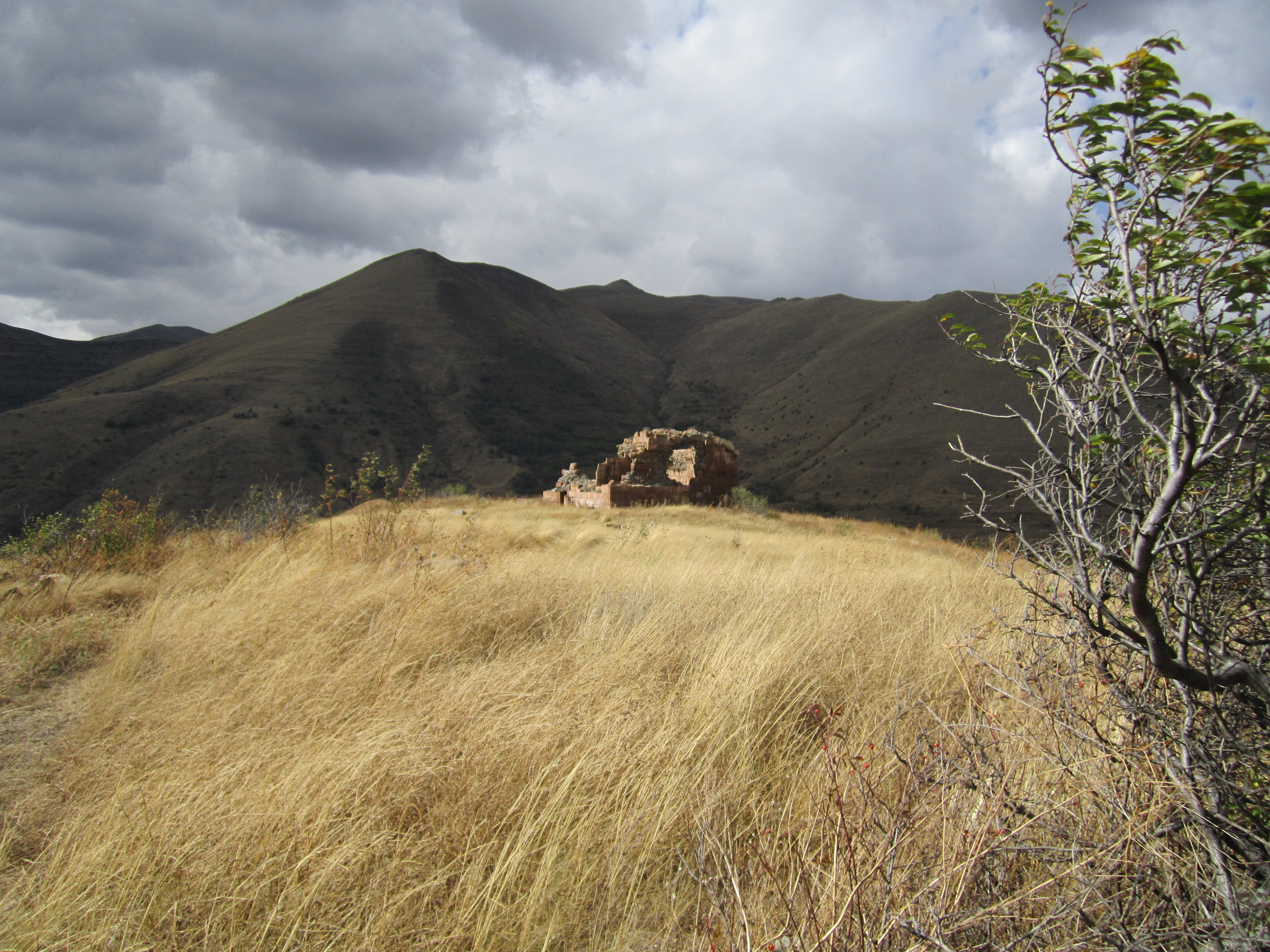
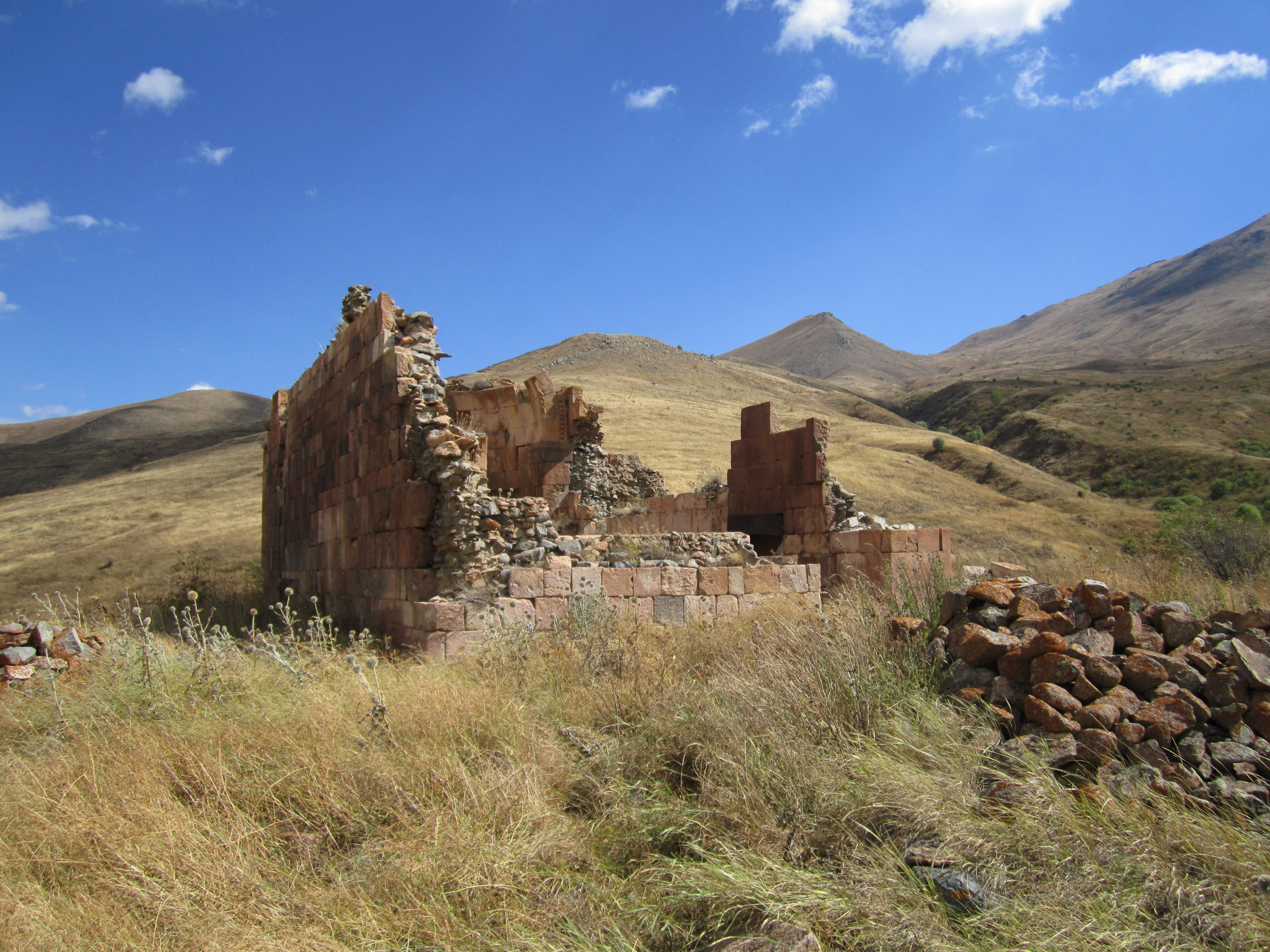
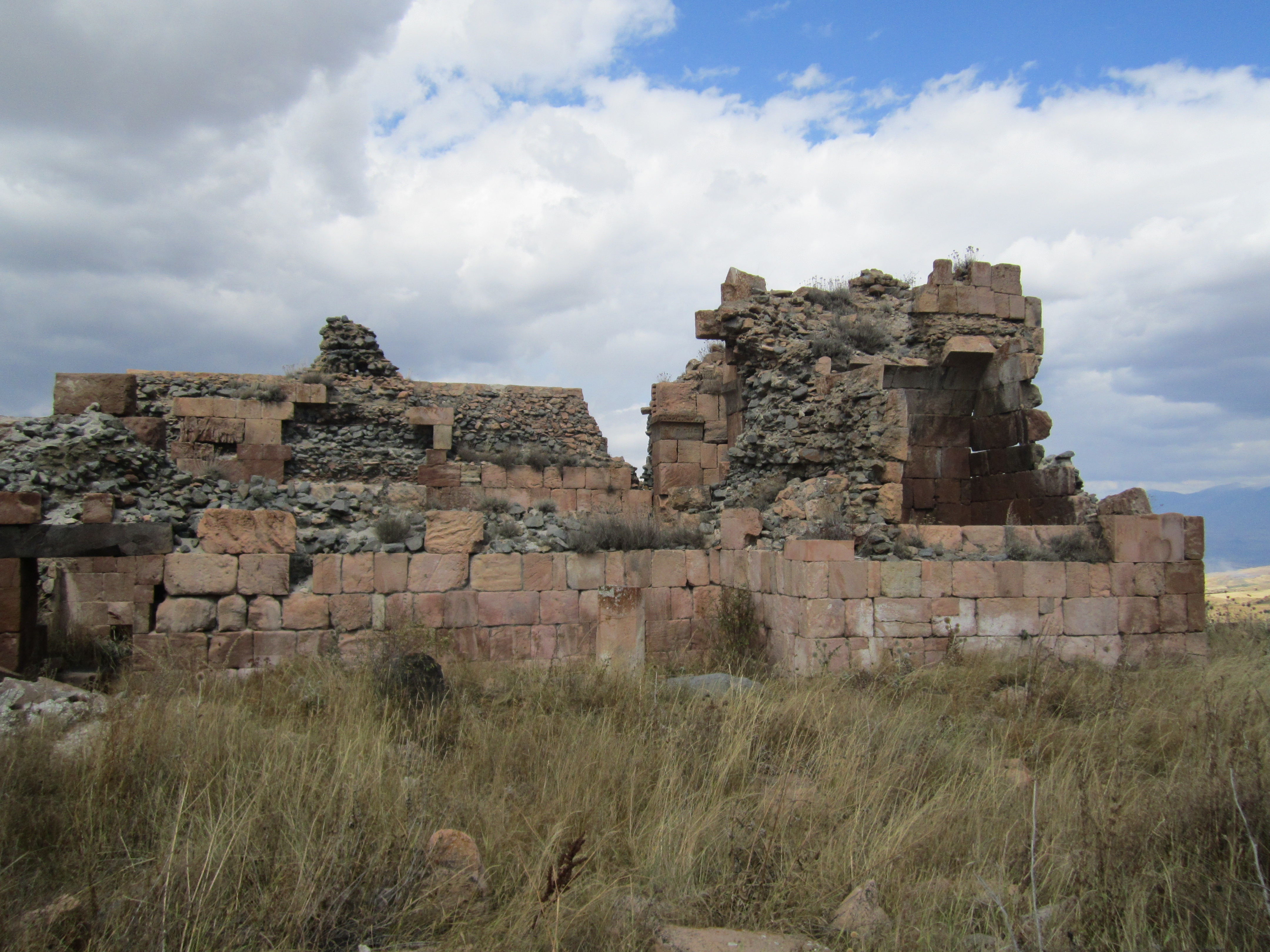
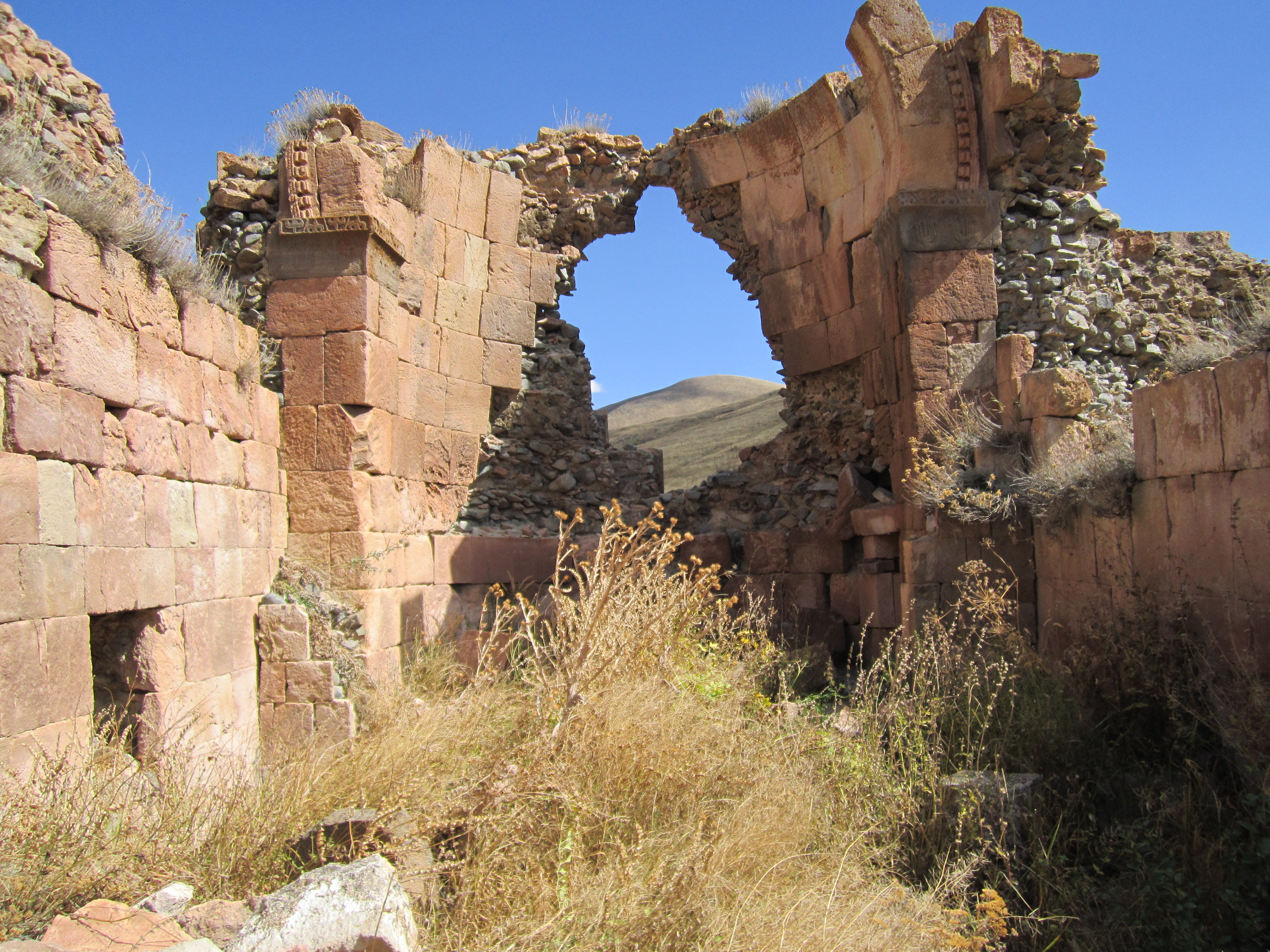
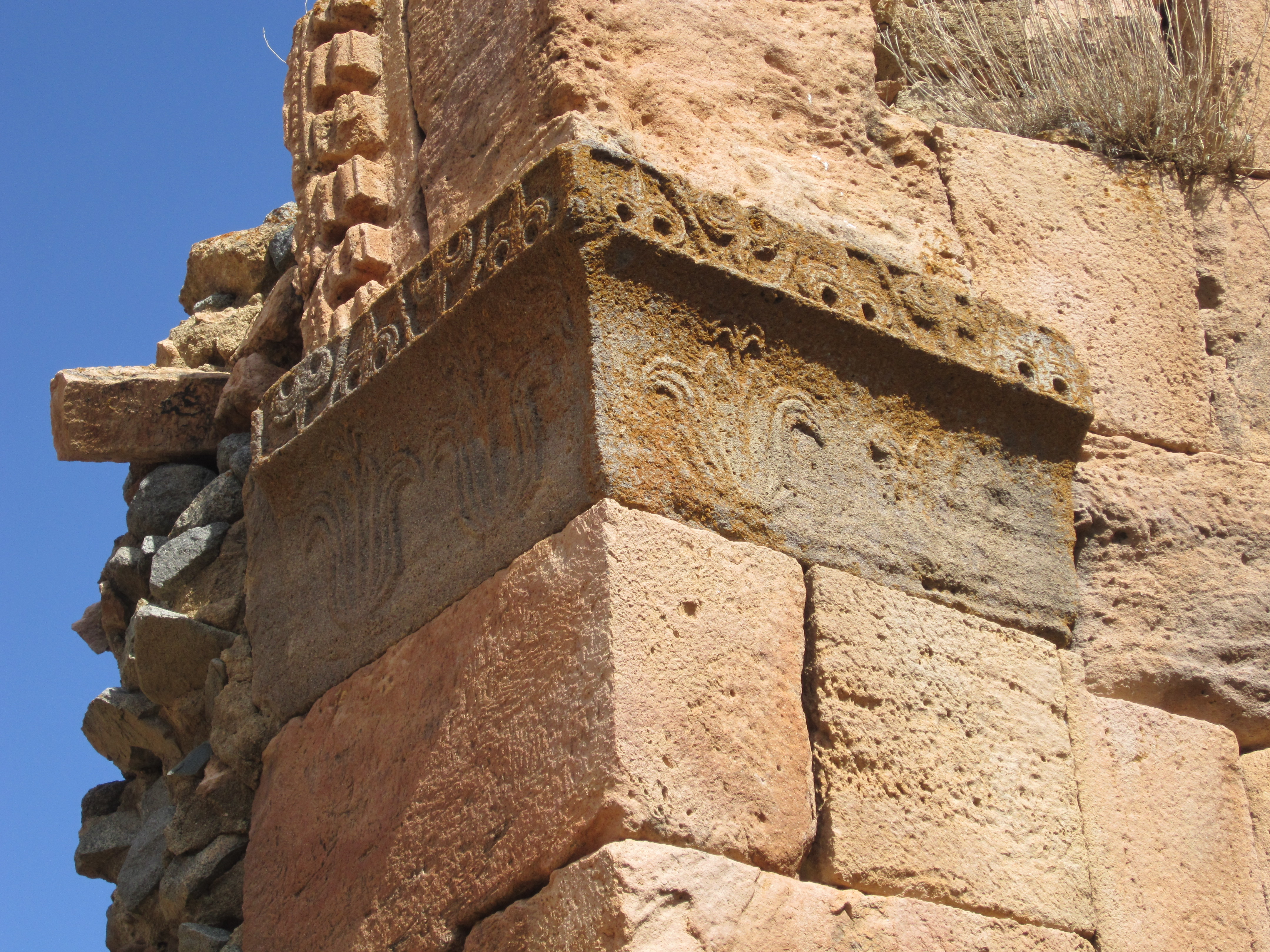
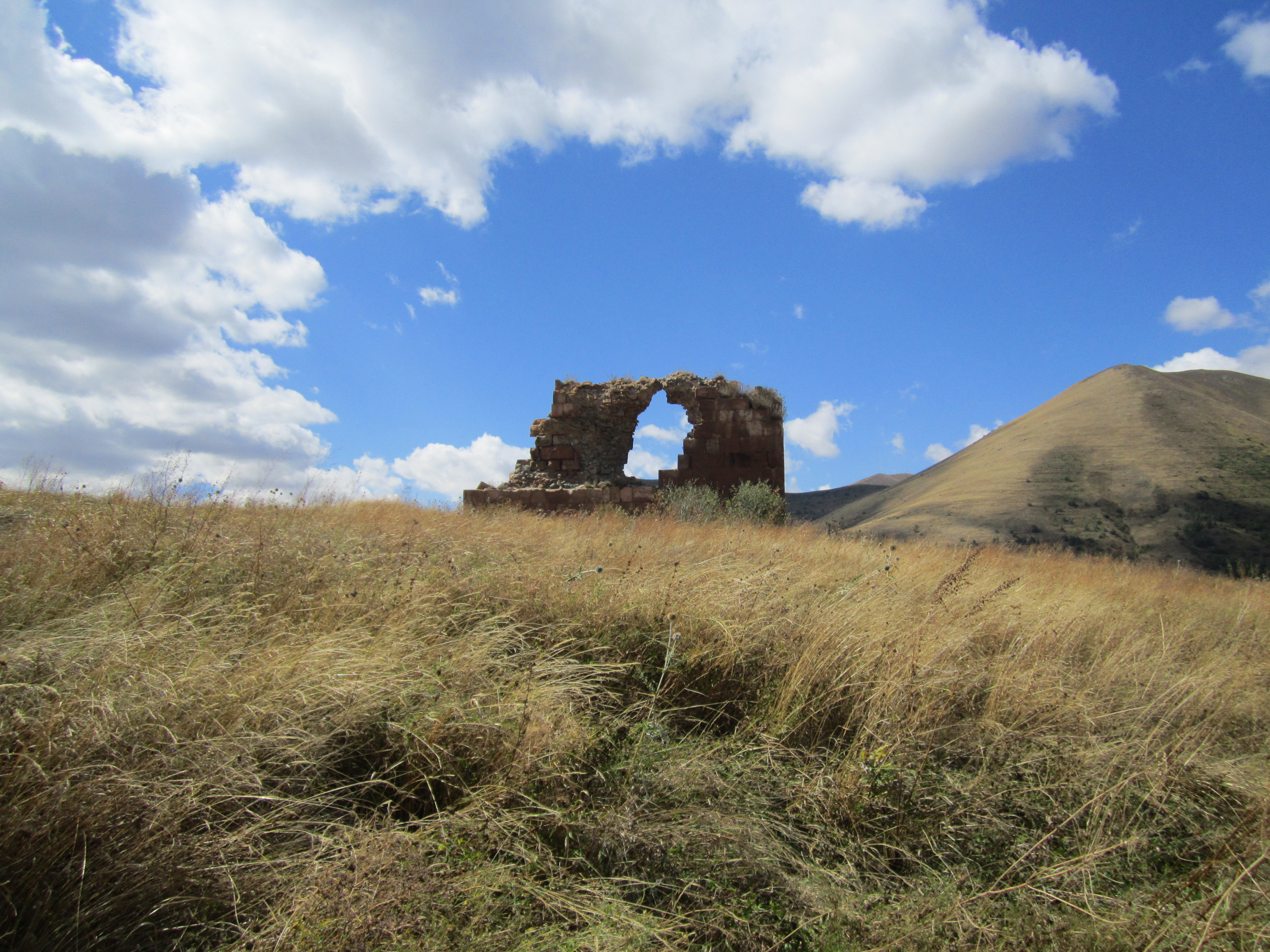